# Hermann Strich
Hermann Strich (* 1. Dezember 1921 in Cottbus; † 17. Juni 2014 in Düsseldorf) war ein deutscher Jurist und Verwaltungsbeamter.

## Leben
Nach dem Schulbesuch wurde Strich zur Wehrmacht eingezogen und nahm von 1939 bis 1945 als Soldat am Zweiten Weltkrieg teil. Er studierte von 1945 bis 1949 Rechtswissenschaft an der Georg-August-Universität Göttingen, bestand das Erste Juristische Staatsexamen und war dann als Referendar im niedersächsischen Verwaltungsdienst tätig. 1954 wurde er an der Universität Göttingen bei Werner Weber mit dem Thema Der Staatskommissar im Kommunalrecht zum Dr. jur. promoviert.
Strich trat im März 1955 in den öffentlichen Dienst des Landes Nordrhein-Westfalen ein, arbeitete zunächst als Verwaltungsbeamter bei der Bezirksregierung in Düsseldorf und war von 1955 bis 1956 als wissenschaftlicher Mitarbeiter beim Oberverwaltungsgericht Münster tätig. Er wirkte von 1956 bis 1960 als Dezernent bei der Düsseldorfer Bezirksregierung und wurde 1959 Leiter des dortigen Dezernates für Organisations- und Personalangelegenheiten. Im Januar 1961 wechselte er in die Verwaltung des nordrhein-westfälischen Innenministeriums. Hier war er als Personalreferent für die Bezirksregierungen in Aachen, Arnsberg, Detmold, Düsseldorf und Köln sowie deren nachgeordneten Behörden zuständig, ab 1967 als Gruppenleiter in der Abteilung Öffentlicher Dienst (Personalorganisation und Haushalt).
Strich amtierte von November 1983 bis Dezember 1986 als Regierungspräsident der Bezirksregierung Düsseldorf.